# Aedes thorntoni
Aedes thorntoni är en tvåvingeart som beskrevs av Dyar och Frederick Knab 1907. Aedes thorntoni ingår i släktet Aedes och familjen stickmyggor. Inga underarter finns listade i Catalogue of Life.